# Adolf Luther

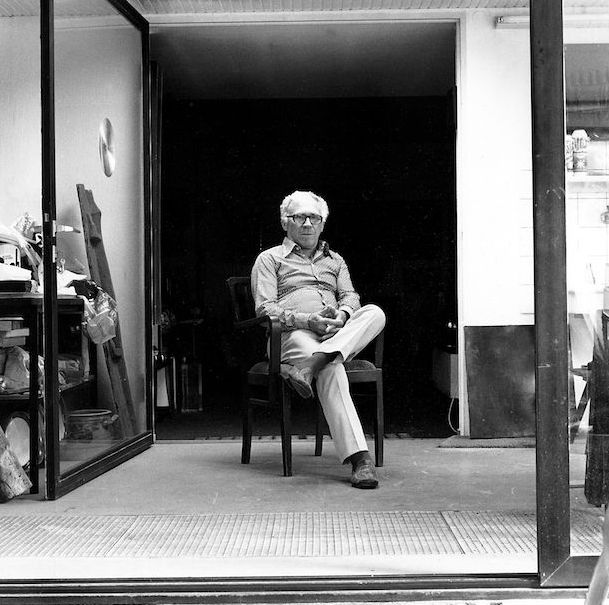
Adolf Luther fotografiert von Lothar Wolleh

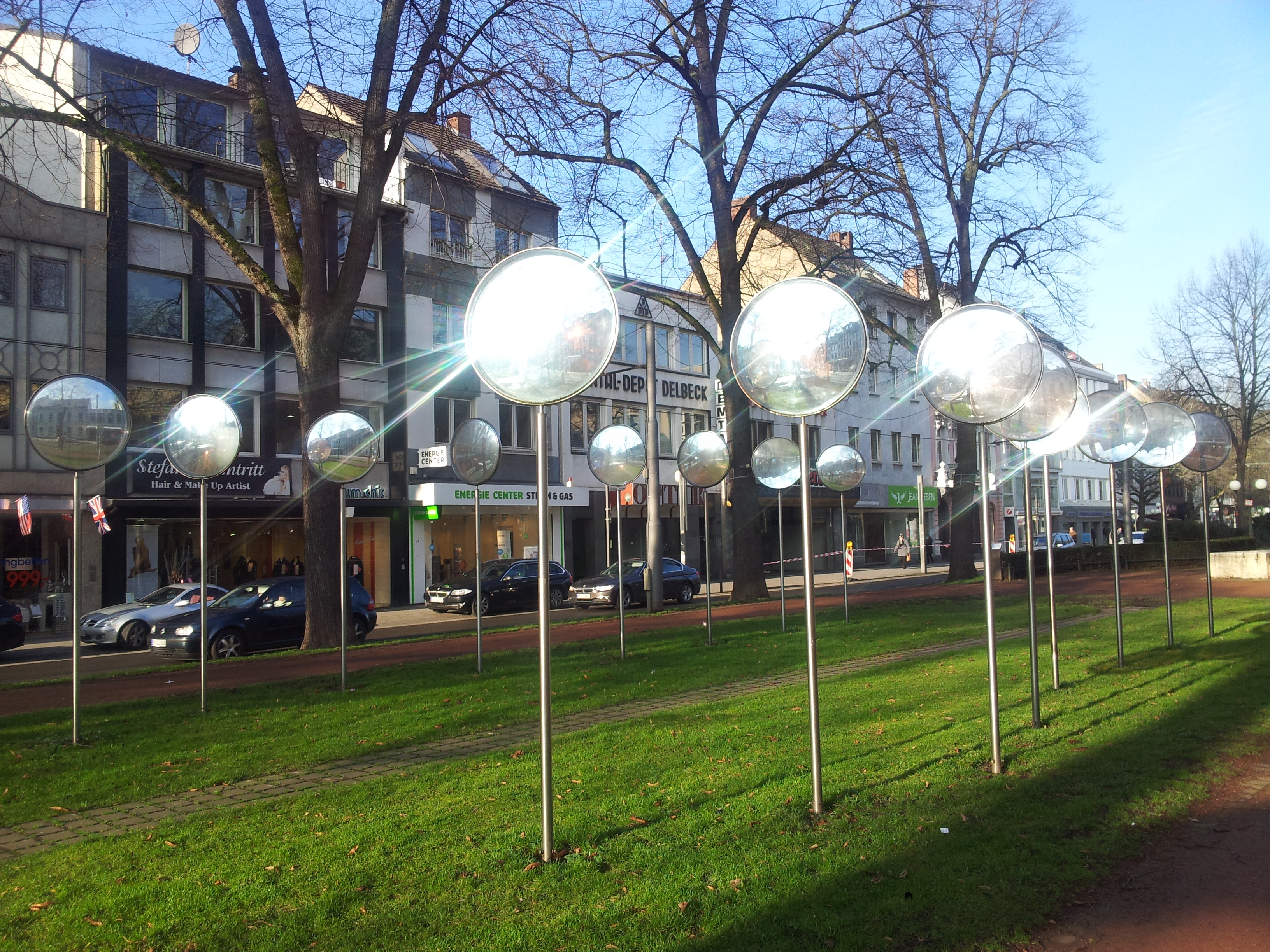
Adolf Luther: Linsenallee (1990). Krefeld, Ostwall

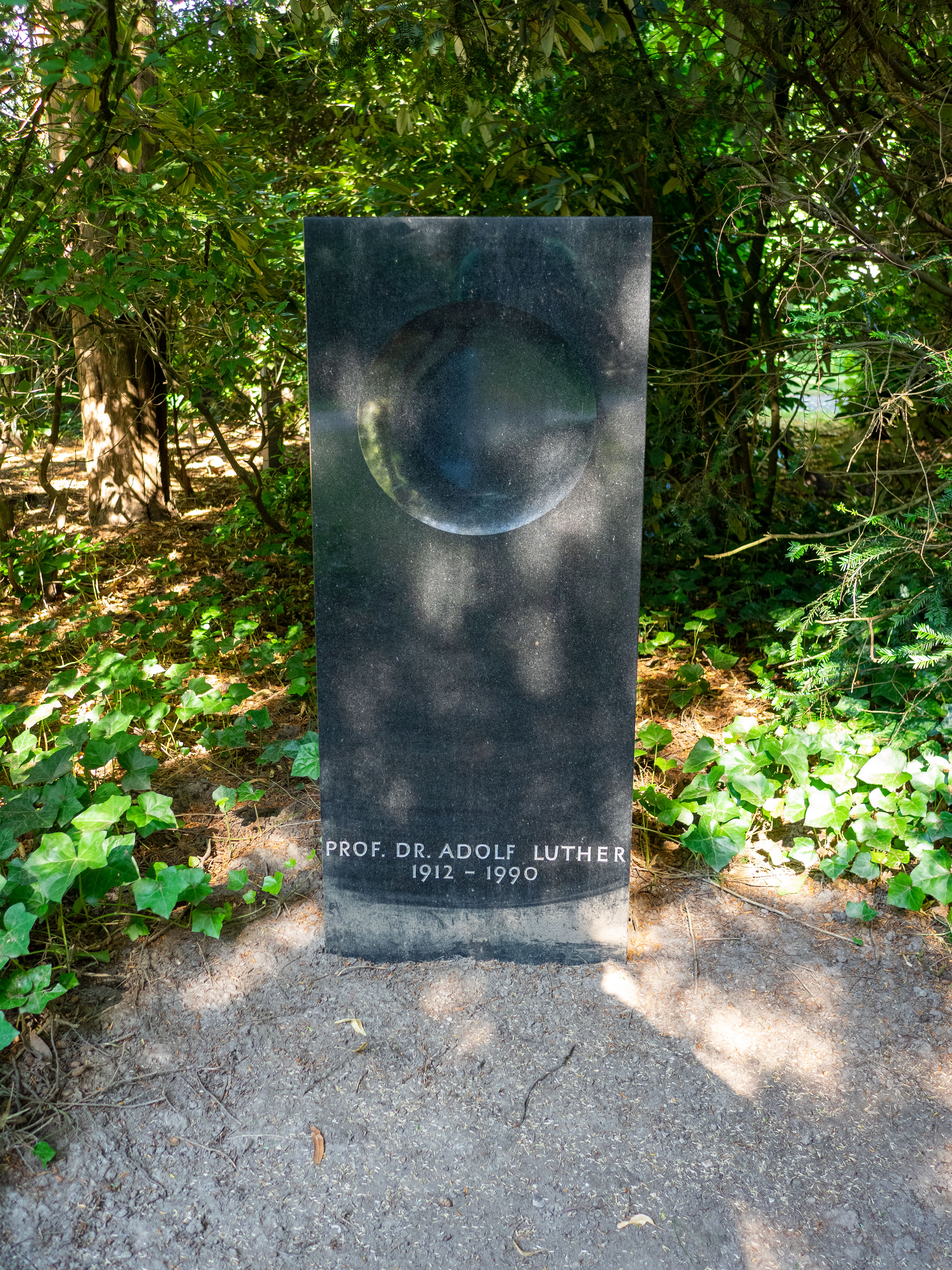
Grabstein Adolf Luther (Hauptfriedhof (Krefeld))

Adolf Luther (* 25. April 1912 in Uerdingen; † 20. September 1990 in Krefeld) war ein deutscher Jurist, Künstler und Bildhauer. Er war ein Hauptvertreter der kinetischen Kunst und Optical Art.

## Leben
Luther studierte ab 1938 Rechtswissenschaften an der Universität Bonn und wurde 1943 zum Dr. 
jur. promoviert. Bereits von 1942 an widmete er sich der Malerei, zugunsten der er 1957 seinen Beruf als Richter aufgab.
Seine ersten Werke erstrahlten in einer monochromen Aussagekraft. Seit 1958 arbeitete er an den Einflüssen des Lichts in seinen energetisch-optischen Eigenschaften. Er erzeugte durch Lichtbrechung und Spiegelungseffekte eine spannende Immaterialität. Bekannt wurde er mit seinem 1967 entstandenen Raum mit fokussierendem Licht in Rauch. Seit Anfang der 1970er Jahre arbeitete er auch mit Laserstrahlen. Präsent in der Öffentlichkeit ist er vor allem durch seine Hohlspiegelobjekte, die als „Integrationen“ mit den umliegenden, zumeist öffentlichen Räumen eng verknüpft sind. Zu erwähnen sind beispielsweise die Integrationen für die Olympischen Spiele in München 1972, im ehemaligen Kanzleramt in Bonn 1975/76, in der Tonhalle in Düsseldorf 1976–78 oder am Bundestagsgebäude Altes Wasserwerk in Bonn 1982. Ein Kunstwerk von Luther befindet sich auch im Schulzentrum in Münster-Kinderhaus.
Luther zeigte seine Arbeiten in zahlreichen Ausstellungen, insbesondere in Einzelausstellungen in der Drian-Gallery in London (1960), in der Städtischen Kunsthalle Düsseldorf (1974), in der Kunsthalle Bremen (1987), im Museum Haus Esters (1990) und im Museum Morsbroich in Leverkusen (1991). Er war Mitglied im Deutschen Künstlerbund.
Luther wurde 1979 durch das Land Nordrhein-Westfalen der Professorentitel verliehen. 1989 wurde die Adolf-Luther-Stiftung gegründet, die als Nachlassverwalterin des künstlerischen Werkes von Adolf Luther bestimmt wurde. 1989 wurde ihm der Verdienstorden des Landes Nordrhein-Westfalen verliehen und 1990 erhielt der Künstler die Ehrenbürgerschaft der Stadt Krefeld.